# Corona dei Paesi Bassi

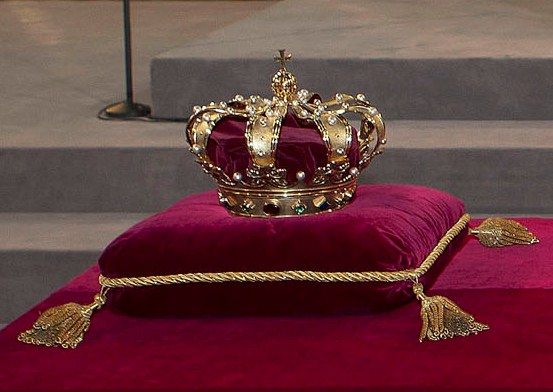
La corona reale dei Paesi Bassi

L'attuale corona dei Paesi Bassi è di fabbricazione abbastanza recente. Nel 1813 il nuovo principe sovrano dei Paesi Bassi, Guglielmo I, figlio ed erede dell'esiliato Guglielmo V di Orange-Nassau, venne proclamato re ad Amsterdam. Tuttavia, nessuna corona era presente alla cerimonia.
Quando, nel 1815, Guglielmo I venne proclamato re dei Paesi Bassi a Bruxelles, non gli venne posta sul capo una corona, anche se era presente un grosso e inindossabile oggetto in rame dorato, perle e vetro colorato. I quattro fori nel cerchio, le particolari dimensioni e la mancanza del conto del gioielliere fanno supporre che quella sia stata la vecchia corona funebre settecentesca che veniva legata ad un cuscino sulla parte superiore della bara quando i cortei funebri dei sovrani viaggiavano alla volta di Delft, tradizionale luogo di sepoltura della Casa d'Orange-Nassau.
Nel 1840 re Guglielmo I abdicò e venne realizzata la nuova e attuale corona. Essa non contiene diamanti o perle; è fatta in argento dorato e sfere in pasta di vetro colorata. Il rivestimento interno è di velluto rosso. Guglielmo II dei Paesi Bassi e i suoi successori hanno scelto di non indossarla, ma di lasciarla sopra un tavolo speciale durante le cerimonie. La corona reale è utilizzata anche nei funerali. 
La corona dei Paesi Bassi non è normalmente esposta al pubblico. È stato possibile vederla solo nelle incoronazioni del 1890, 1948, 1980, 2013, ad un funerale nel 1934 e ad una mostra nel 1990.